# St.-Nicolai-Kirche (Elsfleth)

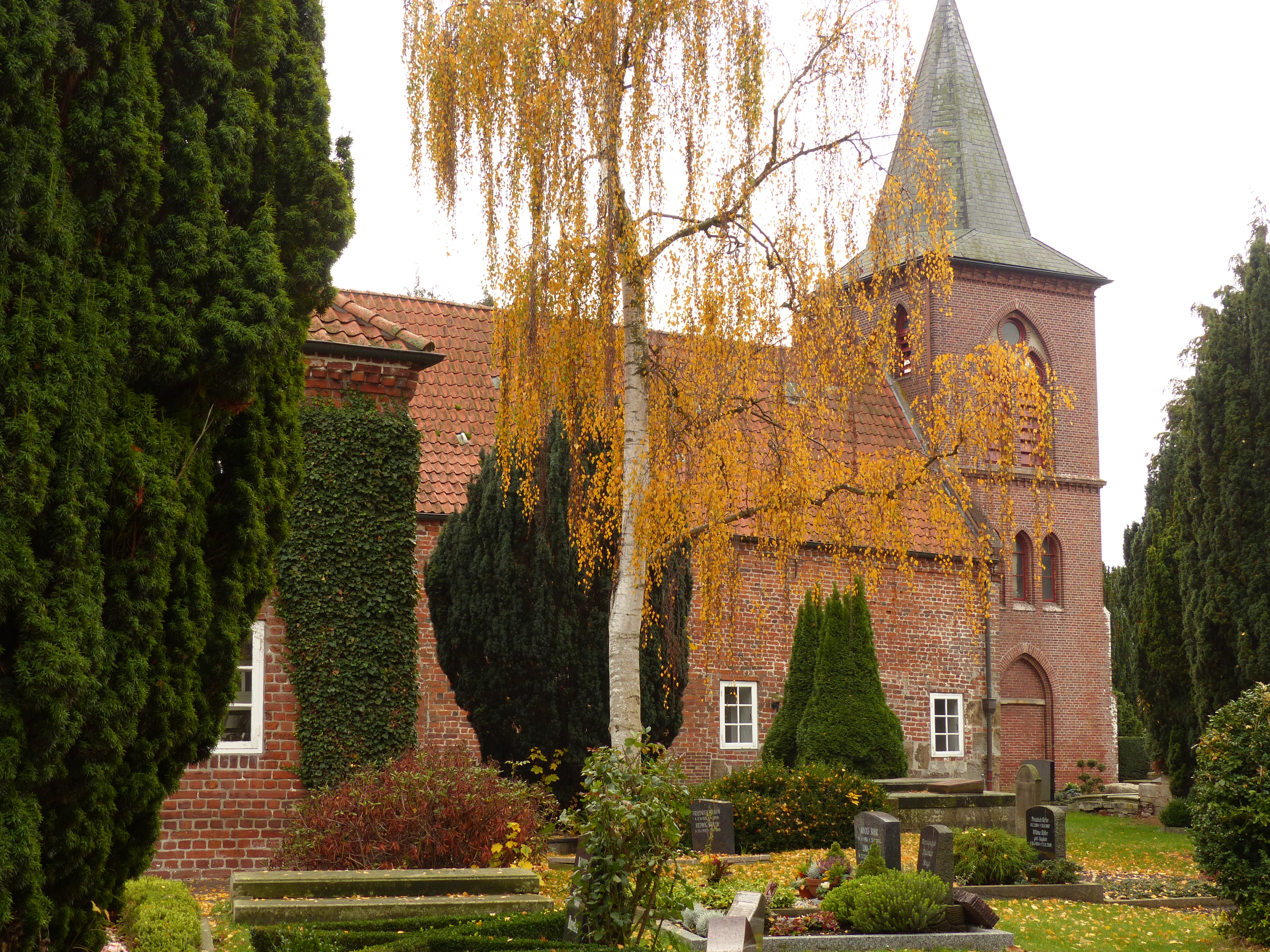
Nordseiten: Ecke des Ostflügels, altes Schiff, Turm

Die evangelisch-lutherische, denkmalgeschützte Kirche St. Nicolai steht in Elsfleth, einer Stadt im Landkreis Wesermarsch in Niedersachsen. Die Kirchengemeinde gehört zum Kirchenkreis Wesermarsch der Evangelisch-Lutherischen Kirche in Oldenburg.

## Geschichte

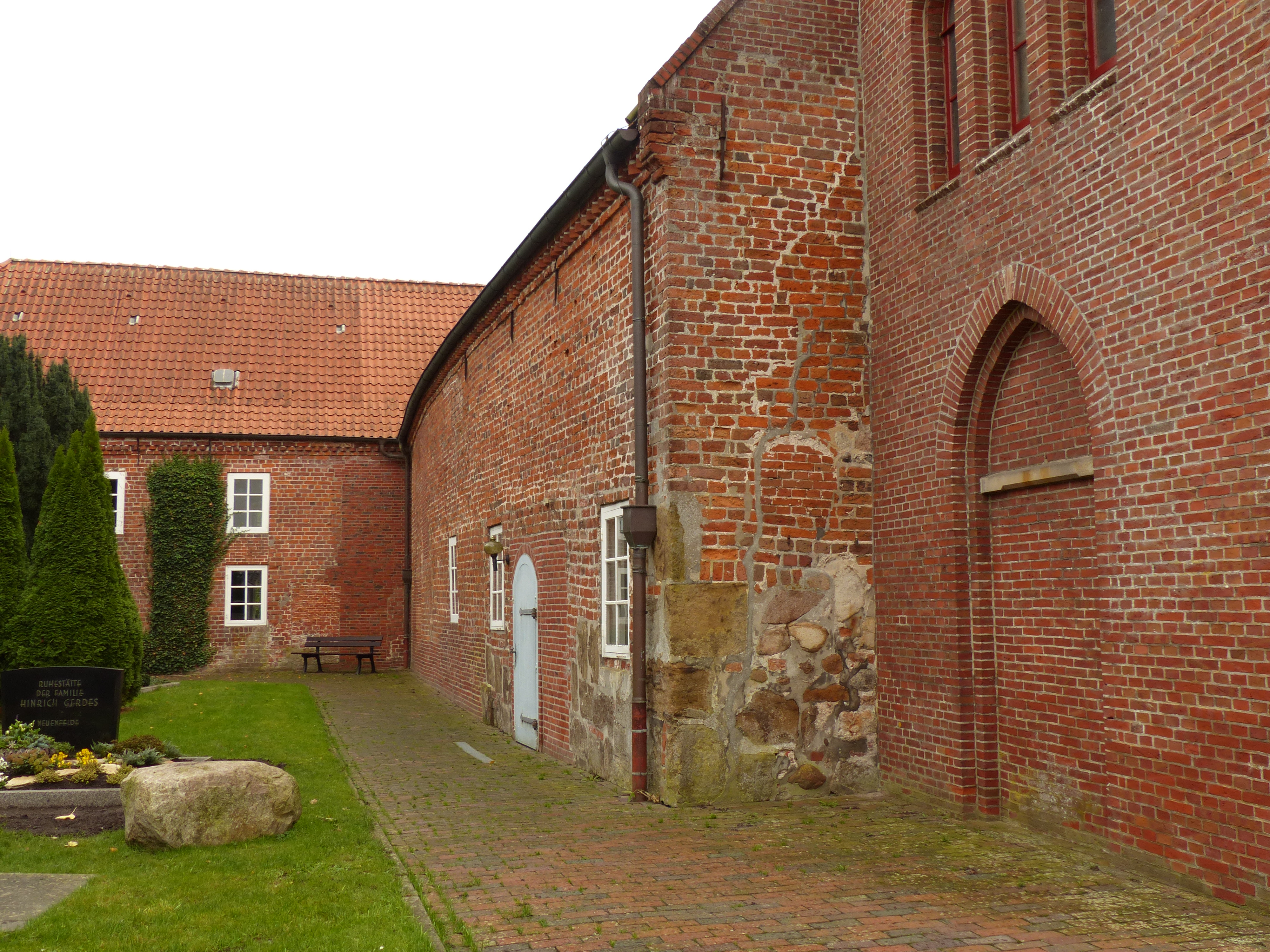
Naturstein an West- und Nordwand des alten Schiffs

Die mittelalterliche Pfarrkirche von Elsfleth musste nach einer Flutkatastrophe 1492 aufgegeben werden. Danach wurde eine schon bestehende Kapelle um 1500 zur Kirche ausgebaut. Wegen der Zunahme der Bevölkerung wurde diese Kirche zweimal vergrößert; zunächst wurde 1633 das bestehende Kirchenschiff verlängert und erhöht, dann 1690 an sein Ostende ein zweites im rechten Winkel angebaut.
Der Kirchturm wurde 1880 an den Westgiebel angefügt.

## Gebäude

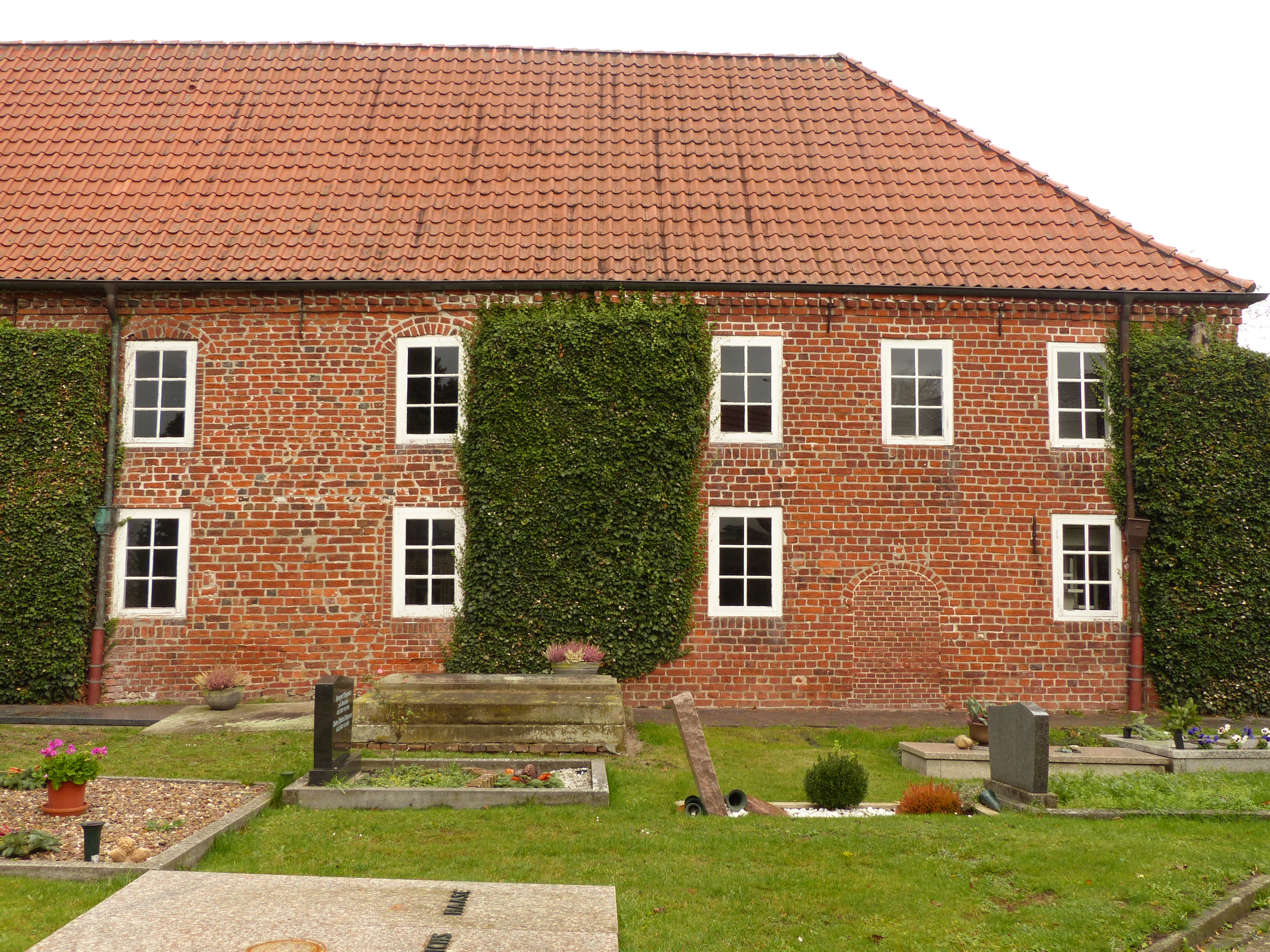
Südwand: links unten mittelalterlicher Mauerverband, links oben Reste von Segmentbögen, rechts Südwand des Ostflügels mit vermauerter Korbbogentür

### Außenbau
Beide Schiffe der Winkelkirche haben die gleiche Traufenhöhe. Der östliche Flügel reicht bis an die Südwand, die an der Übergangsstelle gerade durchläuft, so dass ältere Teile und junger Flügel nur an Feinheiten des Mauerwerks zu unterscheiden sind.
Das Dach beginnt am Turm als Satteldach, knickt am Übergang beider Schiffe als Walmkehldach ab und endet am Nordende des Ostflügels als Walmdach. Die Fassaden beider Schiffe sind zweigeschossig gestaltet, allerdings hat die Nordseite des Westflügels nur im unteren Bereich Fenster. Heute sind alle Fenster rechteckig. Das unverputzte Außenmauerwerk besteht in den ältesten Teilen, das sind die Westwand und der westliche Teil der Nordwand des Westflügels in unteren Bereichen teilweise aus Sandsteinquadern und Feldstein im Übrigen aus Backstein. Dieser liegt, abgesehen von Reparaturen, im unteren Geschossbereich des Westflügels in mittelalterlichem Wendischem Verband, ansonsten in neuzeitlichem Kreuzverband.
Der dreigeschossige rechteckige Kirchturm mit Spitzbogenöffnungen, im Schallgeschoss als gekuppelte Biforienfenster und geschossteilenden Gesimsen, und mit Knickpyramide als Dach wurde 1880 an den Westgiebel des ältesten Teils der Kirche angefügt.

### Innenraum und Ausstattung

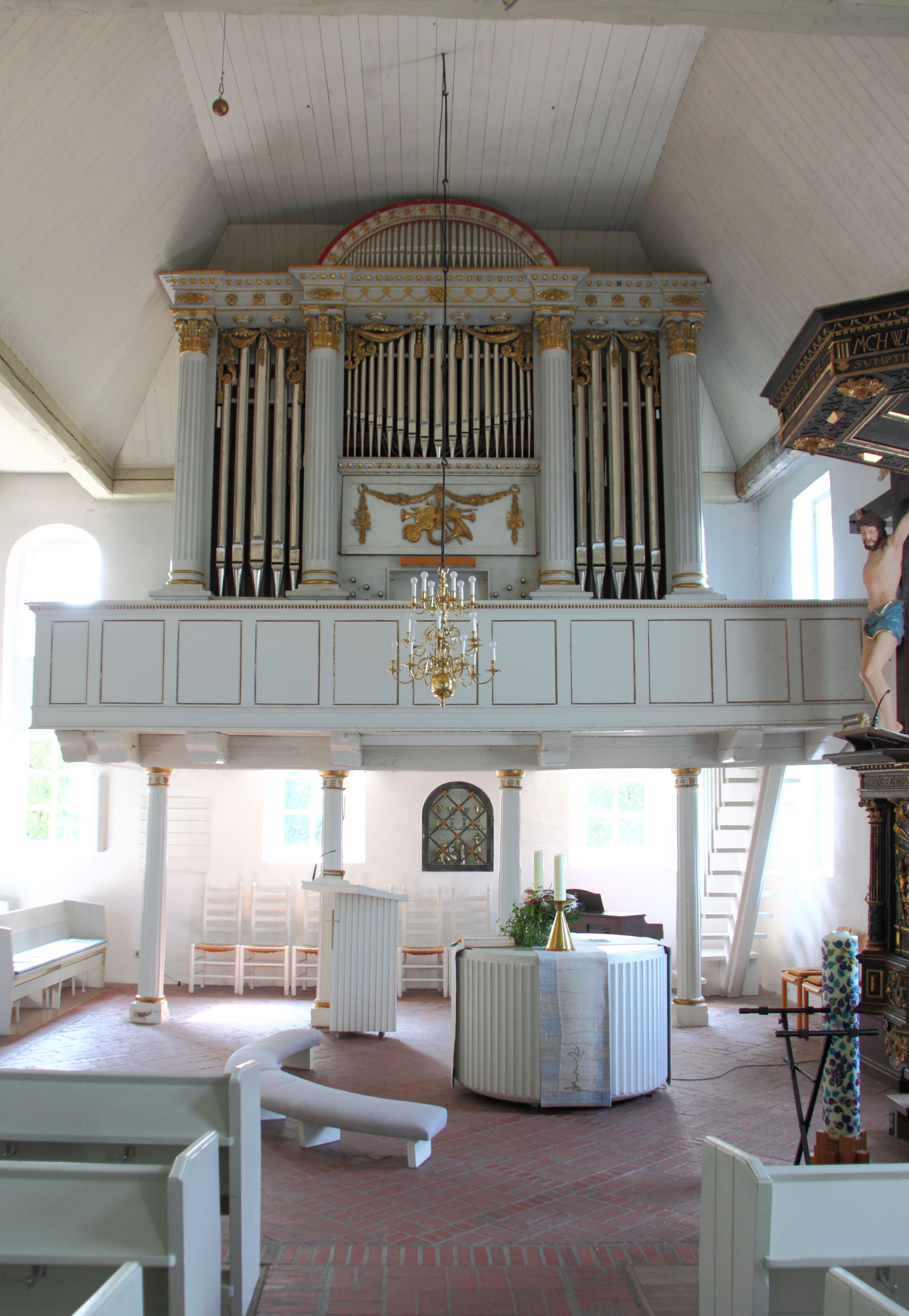
Lesepult und schlichter Altartisch unter der Orgelempore, am rechten Bildrand die Kanzel

Der Innenraum ist mit einer Holzbalkendecke überspannt und im Schnittpunkt beider Flügel etwas höher. Hier steht auf einer weit in den Raum ragenden Empore die nach Westen gerichtete Orgel, beinahe darunter ein Lesepult und der schlichte moderne  Altar. Vor der Empore erhebt sich an der Südwand die manieristische Kanzel von 1613. Sie hat freistehende kannelierte Säulen, zwischen denen sich Reliefs befinden. Sie zeigen die Verkündigung, die Erscheinung des Herrn, die Darstellung des Herrn und das Wappen von Anton Günther von Münnich. Die Logenempore der Familie Münnich wurde in der 2. Hälfte des 18. Jahrhunderts eingebaut. Das lebensgroße Kruzifix bildet mit der Plastik der trauernden Maria Magdalena seit 1775 eine Gruppe. Nach der Überlieferung soll die Heiligenfigur aus dem Bremer Dom stammen. An den sechs Flächen des Taufbeckens zeigen Reliefs die vier Evangelisten, ferner die Porträts von Martin Luther und Philipp Melanchthon.

### Orgel
Die Gemeinde erwarb 1692 ein Positiv mit sechs Registern. Es wurde 1706 durch Arp Schnitger repariert und 1721 verkauft, nachdem Christian Vater 1719/21 eine Orgel mit 20 Registern gebaut hatte. Dieses Werk wurde 1835 durch einen Brand so schwer beschädigt, dass ein Neubau erforderlich wurde.
Diese heutige Orgel hat einen im klassizistischen Prospekt und 21 Registern, verteilt auf zwei Manuale und ein Pedal. Sie wurde 1836 von Gerhard Janssen Schmid gebaut. Von Alfred Führer wurde sie 1955 restauriert und vergrößert und 1993 von ihm nochmals restauriert.

## Friedhof
Parkartig gestalteter denkmalgeschützter Friedhof mit Wegen, Rasenflächen und Bäumen. Um die Kirche einige ältere, z. T. noch barocke Gruftanlagen. Im nordwestlichen Teil sind die Kriegsgräberstätte. Auf der modernen Friedhofserweiterung (südlich des historischen Friedhofs) wurden acht Grabsteine des 17. und 18. Jhs. wiederaufgestellt.